# Montezuma (Costa Rica)
Montezuma è un villaggio nella provincia di Puntarenas, Costa Rica. Era inizialmente un villaggio di pescatori che ha poi guadagnato popolarità a partire dagli anni ottanta tra i turisti con un budget limitato.
Montezuma è situato vicino alla punta meridionale della penisola di Nicoya, 41 km (25 miglia) a sud ovest di Paquera e 8 km (5 miglia) a sud della città di Cóbano. La città dispone di un ampio mix di residenti locali, stranieri e turisti che visitano il luogo per le sue spiagge, fiumi e scenografiche cascate che circondano il paese. La vicina Riserva Naturale di Cabo Blanco attira ogni anno un gran numero di visitatori.